# Mahszijjat at-Tawahin
Mahszijjat at-Tawahin – wieś w Syrii, w muhafazie Aleppo, w dystrykcie Manbidż. W 2004 roku liczyła 513 mieszkańców.